# Maltodextrin
A maltodextrin egy közepesen édes poliszacharid, élelmiszerek adalékanyagaként használatos. Keményítőből vonják ki; megjelenési formája krémfehér, nedvszívó por. Könnyen emészthető, olyan gyorsan szívódik fel, mint a glükóz.
Az előállítás melléktermékeként a maltodextrint tartalmazó ételek kis mennyiségben tartalmazhatnak nátrium-glutamátot. 

## Szerkezete
A maltodextrint D-glükózegységekből felépülő, változó hosszúságú láncok építik fel. A glükózegységek elsősorban α(1→4) glikozidos kötéssel kapcsolódnak össze. A maltodextrin általában 3–19 glükózegységből felépülő láncok sokaságából áll.
A maltodextrineket a DE (dextróz ekvivalens) alapján osztályozzuk, 3 és 20 érték között. Ha magasabb a DE, rövidebbek a glükózláncok, íze édesebb, oldhatósága nagyobb, hőállósága pedig kisebb. Ha a DE magasabb 20-nál, az európai CN kód ezt glükóz szirupnak hívja, ha a DE 10, vagy alacsonyabb, a CN a maltodextrineket dextrineknek jegyzi.

## Előállítása
Maltodextrin keményítő enzimes lebontásával állítható elő. Az Egyesült Államokban kukoricakeményítőt; Európában búzakeményítőt használnak erre a célra. Habár a búzakeményítőből készült maltodextrin aggodalmat okozhat a gluténérzékenyek számára, az előállítás során az alapanyag olyan mértékű feldolgozáson megy át, amely a fehérjék nagy részét eltávolítja, ezáltal a maltodextrin szinte gluténmentessé válik.[forrás?] Ha a maltodextrin búzából készül, azt a címkén nem kell feltüntetni . Ennek ellenére a termék lehet gluténmentes.

## Felhasználása
A maltodextrint alkalmanként sörfőzés során használják a végtermék fajsúlyának növelése érdekében. Ez javítja a sör élvezeti értékét, növeli a hab tartósságát és csökkenti az ital szárazságát. A maltodextrin közel íztelen, enyhén édeskés, és az élesztő nem erjeszti, így nem növeli az alkoholtartalmat a főzés során. Használják ezen kívül különböző rágcsálnivalókban, mint például a Chio Chips-ben vagy a Balaton Bumm szeletben.

## Lásd még
- Maltóz
- Maltotrióz